# Sinfonía en fa mayor (Saint-Saëns)

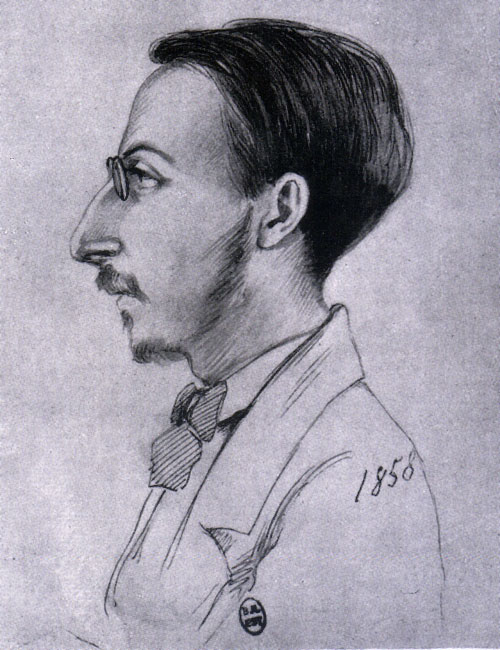
Saint-Saëns en 1858.

La Sinfonía en fa mayor, también conocida como "Urbs Roma" o "ciudad de Roma", fue compuesta por Camille Saint-Saëns en 1856.

## Historia

### Composición
La trayectoria de Saint-Saëns en el género sinfónico ha quedado plasmada en cinco obras. Las dos primeras están sin numerar: la Sinfonía en la mayor de 1850 y la Sinfonía en fa mayor conocida como "Urbs Roma" o "Ciudad de Roma" de 1856. Las otras tres están numeradas: la Sinfonía n.º 1 en mi bemol mayor de 1853, la Sinfonía n.º 2 en la menor de 1859 y su famosa Sinfonía n.º 3 en do menor subtitulada "avec orgue" o "con órgano" de 1886.  
La composición de esta obra tuvo lugar en 1856. De sus cinco sinfonías esta fue cronológicamente la tercera en ser escrita, cuando el compositor tenía 21 años. La pieza fue concebida para el Concurso de composición musical organizado por la Société de Sainte-Cécile de Burdeos. Con esta sinfonía logró ganar el concurso. La denominación "Urbs Roma" es del propio Saint-Saëns y fue el seudónimo anónimo que los jueces exigían para garantizar el juego limpio. Al no haber estado aún en Roma cuando escribió la pieza, los comentaristas opinan que la obra podría describir en cierto sentido general ya sea la grandeza, ya la disolución, o lo que la palabra "Roma" pueda dar a entender. Aunque contiene ciertos elementos musicales que hacen referencia y evocan la ciudad de Roma, la sinfonía no es abiertamente programática.
La partitura autógrafa original se conserva en la actualidad en la Biblioteca Nacional de Francia y se puede consultar en línea.

### Estreno y publicación
El estreno mundial se celebró el 15 de febrero de 1857 en la Société des jeunes artistes du Conservatoire de París, bajo la batuta de Jules Pasdeloup.
La primera edición de la obra fue llevada a cabo de manera póstuma por la editorial Éditions Françaises de Musique en 1974. A pesar del éxito de sus primeras interpretaciones en Burdeos y París, la obra permaneció en gran parte desconocida para el público de la época de Saint-Saëns. El compositor nunca promocionó la obra ni la publicó durante su vida. Por ello podemos suponer que no se sintió especialmente orgulloso de la composición, lo cual no quiere decir que carezca de interés para nosotros, tanto como indicador del futuro como por sus propias virtudes. Incluso hoy en día, Urbs Roma se ve eclipsada por la obra maestra orquestal del compositor, la Sinfonía n.º 3 con órgano.

## Instrumentación
La partitura está escrita para una orquesta formada por:
- Viento madera: 2 flautas, 2 oboes, 2 clarinetes, 2 fagotes.
- Viento metal: 4 trompas, 2 trompetas.
- Percusión: timbales.
- Cuerda: una sección de cuerdas con violines I y II, violas, violonchelos y contrabajos.

## Estructura y análisis
La sinfonía consta de cuatro movimientos:
- I. Largo 4
4 – Allegro, en fa mayor 6
4
- II. Molto vivace, en la menor 2
2
- III. Moderato assai serioso, en fa menor 4
4
- IV. Poco allegretto – Andante con moto, en fa mayor 3
4

La interpretación de la obra dura aproximadamente 42 minutos. Se trata de la más larga de las obras sinfónicas de Saint-Saëns. La naturaleza inestable de su inspiración en esta sinfonía posiblemente refleje la consideración que tenía este género en la Francia de mediados del siglo XIX, donde se consideraba un producto esencialmente alemán. Las cartas de Édouard Lalo están llenas de ansiedad porque el público ha llegado a considerarle un "sinfonista", es decir, un proveedor de seriedad y aburrimiento. En este contexto resulta sorprendente que en la década de 1850 Saint-Saëns escribiera nada menos que cinco sinfonías (la de re mayor de 1859 sigue inédita), con sólo los dos ejemplos de 1855 de Gounod como contemporáneos.

### I.Largo – Allegro
El primer movimiento, Largo – Allegro, está escrito en la tonalidad de fa mayor y en compás de 6/4, si bien el Largo está en 4/4. Está construido de forma inusual e innovadora siguiendo el esquema Largo–Allegro–Largo–Allegro, es decir, una introducción lenta seguida del comienzo de la exposición, con un retorno a la introducción. La estructura es similar a la del primer movimiento de la Sinfonía en re menor de César Franck, compuesta unos treinta años más tarde. Grandeza es sin duda la palabra para describir la apertura, que habría tenido la ventaja adicional de mostrar a los jueces que se tomaba en serio el concurso. Los pasajes líricos ofrecen contraste, pero la repetición excesiva puede hacernos pensar en el comentario de Ígor Stravinski al escuchar las sinfonías de Anton Bruckner de que estaba "pasando mentalmente las páginas mucho antes del lugar real". La sección de desarrollo sigue el precedente al comenzar con un acorde sorpresa (de re bemol mayor) y la consiguiente fragmentación de ideas es hábil pero bastante predecible. El Saint-Saëns maduro nunca se habría permitido la sorpresa involuntaria del párrafo final donde la música parece dirigirse a re mayor, antes de ser finalmente arrancada en fa.

### II.Molto vivace
El segundo movimiento, Molto vivace, en la menor y en ritmo alla breve. El Scherzo es el más breve de los movimientos. Se trata de una especie de danza circular de primavera. La danza deliberadamente poco sofisticada está llena de toques deliciosos, incluyendo trinos y las ornamentos en terceras que habían existido desde Claudio Monteverdi.

### III.Moderato assai serioso
El tercer movimiento, Moderato assai serioso, en fa menor y en compás de 4/4. La grandeza regresa en este movimiento, apodado por un comentarista "marcha fúnebre por la muerte de un imperio". La tónica de la obra, fa mayor, dio a Saint-Saëns la oportunidad de abrazar el relativo menor, con todo el colorido tradicional de esa tonalidad de pompa oscura y melancólica. De nuevo, la prolijidad juvenil hace que la pieza tenga menos éxito del que podría haber tenido y los persistentes deslizamientos cromáticos no convencen.

### IV.Poco allegretto – Andante con moto
El cuarto y último movimiento, Poco allegretto – Andante con moto, retoma la tonalidad inicial y el compás es 3/4. Después del Moderato, quizás era necesario algo realmente vigorizante. Pero en su lugar este Finale fluctúa entre un tema suave y grácil con siete variaciones y un tema que avanza lentamente en diferentes métricas. El tono es ligeramente elegíaco, más nostálgico que fúnebre. Si bien constituyen un final insatisfactorio para la obra, en sí mismas contienen mucho encanto y bastante audacia en el compás de 5/4 de la sexta variación. La quinta variación en fa menor se remonta al Moderato, mientras que la última con sus escalas escurridizas contiene una de las escrituras más imaginativas de toda la carrera de Saint-Saëns, aunque probablemente encajaría mejor en un ballet que en esta sinfonía.

## Discografía selecta
- 1974-75 – Jean Martinon, Orquesta Nacional de la ORTF (2 CD EMI). Sinfonías completas.
- 1997 – Jean-Jacques Kantorow, Tapiola Sinfonietta (CD BIS). Con la Sinfonía n.º 2.
- 2000 – Ivan Anguélov, Orquesta Sinfónica de la Radio Eslovaca de Bratislava (CD Arte Nova Classic).
- 2018-19 – Thierry Fisher, Orquesta Sinfónica de Utah (3 CD Hyperion). Sinfonías completas.
- 2021 – Jean-Jacques Kantorow, Orquesta Filarmónica Real de Lieja (2 SACD BIS). Diapason d’Or. Sinfonías completas.
- 2021 – Cristian Măcelaru, Orquesta Nacional de Francia (3 CD Warner Classics). 5 Diapasones. Sinfonías completas.